# Epidendrum rubroticum
Epidendrum rubroticum är en orkidéart som beskrevs av Eric Hágsater. Epidendrum rubroticum ingår i släktet Epidendrum och familjen orkidéer. Inga underarter finns listade i Catalogue of Life.